# HessenForst
HessenForst – gegenwärtig in Kofferschreibweise, vormals in der Form „Hessen-Forst“ mit Bindestrich geschrieben – bezeichnet die Forstverwaltung des Landes Hessen und repräsentiert derzeit einen Landesbetrieb nach § 26 der hessischen Landeshaushaltsordnung mit Sitz in Kassel. Aufgabe des Landesbetriebs ist es, den hessischen Wald nachhaltig, wirtschaftlich und unter besonderer Berücksichtigung des Gemeinwohls zu bewirtschaften. Die ausführliche Bezeichnung ist „Landesbetrieb HessenForst“. Gegründet wurde der Landesbetrieb HessenForst zum 31. Januar 2001. Die Satzung führt die Aufgaben des Landesbetriebs näher aus, die in § 27 des Hessischen Waldgesetzes beschrieben werden.

## Aufbau
Der Landesbetrieb HessenForst betreut Wald im gesamten Bundesland Hessen. Die betreuten Waldflächen sind in Einheitsforstämter und Revierförstereien eingeteilt, die die Tätigkeiten vor Ort ausführen. Zu den Aufgaben des Landesbetriebs gehört die Betreuung des Staatswaldes sowie des Körperschafts-, Gemeinschafts- und Privatwaldes. Weitere Dienststellen und Nebenbetriebe von HessenForst HessenForst Technik, das Forstliche Bildungszentrum Weilburg, die Samendarre Hanau-Wolfgang sowie zwei Wildparks. Die Nordwestdeutsche Forstliche Versuchsanstalt als gemeinsame Einrichtung der Länder Niedersachsen, Hessen, Sachsen-Anhalt und Schleswig-Holstein gehört zu den Sonderdienststellen des Landesbetriebes HessenForst. Das Nationalparkamt in Bad Wildungen, das den Nationalpark Kellerwald-Edersee betreut, wurde als ehemalige Dienststelle von HessenForst zum 1. Januar 2016 dem Hessischen Landesamt für Naturschutz, Umwelt und Geologie unterstellt. Die Landesbetriebsleitung verfügt über drei Fachabteilungen an den Standorten Kassel und Gießen.
Dem Hessischen Ministerium für Umwelt, Klimaschutz, Landwirtschaft und Verbraucherschutz obliegt die fachliche und dienstliche Kontrolle. Eine Landesbetriebskommission berät den Betrieb als unabhängiges Gremium.

## Aufgaben

### Naturschutzgebiete
HessenForst betreut im Auftrag der Oberen Naturschutzbehörde beim Regierungspräsidium Kassel, bzw. Regierungspräsidium Gießen oder Regierungspräsidium Darmstadt rund 760 Naturschutzgebiete (NSG) in Hessen. Die Fläche dieser Schutzgebiete beträgt ca. 37 000 ha, wobei ein Großteil der Fläche aus Wald besteht, insbesondere aus hessischen Staatswald. Die Forstämter planen und organisieren Pflegemaßnahmen in diesen Naturschutzgebieten und überwachen die Einhaltung der jeweiligen Schutzbestimmungen.

### Bewirtschaftung der Waldflächen des Landes
Die Bewirtschaftung von Staats-, Körperschafts- und Privatwald erfolgt sowohl nach betriebswirtschaftlichen Grundsätzen, als auch unter Wahrung der Gemeinwohlverpflichtung. Im Staatswald verwaltet und bewirtschaftet der Landesbetrieb das Betriebsvermögen und die übertragenen Liegenschaften. Der Landesbetrieb ist ebenfalls für das Produkt „Schutz- und Erholungsfunktionen“ verantwortlich. Inhalte sind die Pflege und Entwicklung naturnaher Biotope, die Bodenschutzkalkung, die Betreuung von Erholungseinrichtungen sowie die Geschäftsführung von Naturparks. Der Landesbetrieb betreut 31 Naturwaldreservate. Forstliche Entscheidungen im Staatswald werden unter Berücksichtigung der Naturschutzleitlinien getroffen.
Die Nachhaltigkeit der Waldbewirtschaftung durch den Landesbetrieb Hessen-Forst ist seit 2000 durch PEFC zertifiziert. 2014 bis 2018 erfolgte eine schrittweise Zertifizierung des gesamten hessischen Staatswaldes nach FSC. 2024 beschloss der Hessische Landtag einen vorerst zeitlich begrenzten Ausstieg aus der Zertifizierung und eine Evaluation 2028.

### Betreuung des Körperschafts-, Gemeinschafts- und Privatwaldes
In Körperschafts- und Gemeinschaftswäldern übernimmt HessenForst den forsttechnischen Betrieb und die Leitung. Im Privatwald erfolgt die Betreuung als allgemeine Förderung in Form der Beratung. Die forstbetriebliche Betreuung erfolgt auf Basis von Einzelverträgen zwischen dem Waldbesitzer und HessenForst. Im Rahmen der Betreuung unterstützt der Landesbetrieb HessenForst die Waldbesitzer bei der Festlegung ihrer betrieblichen Ziele und setzt diese gemeinsam mit dem Waldbesitzer um. Wichtiger Bestandteil der Beratungstätigkeit ist die Information möglicher finanzieller Förderungen von Maßnahmen im Wald und die Unterstützung bei Fördermittelanträgen.

### Forsteinrichtungsarbeiten und Gutachten
Der Landesbetrieb erstellt mittelfristige Planungswerke als Steuerungsinstrument für die nachhaltige Waldbewirtschaftung, sogenannte Forsteinrichtungswerke. Die Grundlagen hierfür, wissenspraktische Details über den Boden als waldbaulichen Standort und das Waldwachstum werden ebenfalls durch den Landesbetrieb bereitgestellt. Für andere Waldbesitzungen wird die Erstellung von Forsteinrichtungen sowie Gutachten zur Waldbewertung als Dienstleistung angeboten. Die Erstellung von Gutachten zu Arten der FFH-Richtlinie wird inhaltlich durch HessenForst begleitet. Die forstliche Planung und die naturschutzfachliche Bearbeitung finden durch die Abteilung II der Landesbetriebsleitung statt, die zu größeren Teilen in Gießen ansässig ist. HessenForst erstellt die gesetzlich geforderten Vegetationsgutachten zur Abschussplanung sowohl für den Landesbetrieb als auch für die betreuten Wälder.

### Forstliches Versuchswesen
Die Nordwestdeutsche Forstliche Versuchsanstalt (NW-FVA) ist eine gemeinsame Forschungseinrichtung und Dienststelle der Länder Hessen, Niedersachsen, Sachsen-Anhalt und Schleswig-Holstein. Rechtsgrundlage bildet ein Staatsvertrag. Die NW-FVA betreibt forstliche Forschung und berät in den beteiligten Ländern Waldbesitzer, Forstbetriebe, Verwaltungen und Politik. Inhalte der Forschung umfassen die Gebiete Waldwachstum, Waldschutz, Umweltkontrolle und Waldgenressourcen. Vor dem Hintergrund des Klimawandels, der Globalisierung und den gestiegenen Anforderungen der Gesellschaft arbeitet die Nordwestdeutsche Forstliche Versuchsanstalt interdisziplinär mit anderen Forschungseinrichtungen in Deutschland und auch europaweit zusammen.

### Aufgaben als Untere Forstbehörde
Die Forstämter sind in Fragen der Waldneuanlage oder Waldrodung als Untere Forstbehörde tätig. In Fragen des Forstrechts unterstehen die Forstämter den Regierungspräsidien als Obere Forstbehörden.

## Sonstiges
Die hessische Landesregierung hat die FSC-Zertifizierung für 342.000 Hektar Staatswald bis zum Jahr 2028 ausgesetzt. 
HessenForst begründete dies unter anderem mit dem Wunsch nach mehr Flexibilität im Wald und versicherte, es werde keine „Abstriche bei der verantwortungsvollen, nachhaltigen und naturnahen Waldbewirtschaftung“ unter den Regeln des PEFC geben.